# Schwarzwälder Kaltblut
Das Schwarzwälder Kaltblut (auch: Schwarzwälder, Schwarzwälder Fuchs, St. Märgener Fuchs, Wälderpferd) ist eine alte Pferderasse, die insbesondere für die schwere Waldarbeit unter ungünstigen Bedingungen im Schwarzwald gezüchtet wurde, sich aber heute zunehmender Beliebtheit auch als Freizeitpferd erfreut. Es steht auf der Beobachtungsliste der Roten Liste der gefährdeten einheimischen Nutztierrassen in Deutschland. In Deutschland gab es 2019 990 Zuchtstuten und 92 gekörte Hengste.

Hintergrundinformationen zur Pferdebewertung und -zucht finden sich unter: Exterieur, Interieur und Pferdezucht.

## Exterieur
Das Schwarzwälder Kaltblut ist eine kleine, leicht gebaute und edele deutsche Kaltblutrasse. Mit seinem leichten bis maximal mittelschwerem Kaliber und seiner vergleichsweise drahtigen Statur steht es typmäßig zwischen dem Haflinger und dem Noriker und weist mitunter einen leichteren und trockeneren Körperbau als einige schwere Warmblüter des alten Typs auf. Charakteristisch ist der im Allgemeinen harmonische Körperbau im leichten bis mittleren Rahmen mit den gedrungenen, gepackten Formen eines leichtfuttrigen Wirtschaftspferdes. Auffallend ist die große Homogenität der Population.
Der in Relation zum übrigen Körper kleine, zudem markante Kopf, eine gewisse Eleganz und einen gewissen Adel aufweisend, ist mit ausdrucksvollen Augen, kleinen Ohren und einer feinen Maulpartie bestückt. Der wohlangesetzte und -geschwungene Hals von eher geringer Länge und mit stark ausgeprägter Bemuskelung entspringt einer ebenfalls muskelbepackten, dabei langen und schräg gelagerten Schulter. Der nur wenig ausgeprägte Widerrist geht in einen strammen, kräftigen Rücken von geringer Länge über. Der gesamte Rumpf zeichnet sich dabei durch seine genügende Breite aus, allerdings ist die Tiefe bescheiden. Die gut an die Rückenpartie angeschlossene Kruppe zeigt sich leicht abschüssig, außerdem lang und breit sowie exzellent bemuskelt. Ferner gebietet sie einen tiefen Schweifansatz. Die relativ leicht, aber hart gebauten Gliedmaßen weisen eine trockene Textur und nur wenig Kötenbehang auf und sind korrekt gestellt. Sie sind mit gut ausgeprägten Gelenken und gut markierten Sehnen versehen und verfügen über harte, kleine Hufe, die gut geformt sind. Das Langhaar ist üppig ausgeprägt.
Das Stockmaß ist im Rassestandard mit 148 bis 156 cm für Stuten und mit 148 bis 160 cm für Hengste festgelegt. In den vergangenen zwei Jahrzehnten wurde das Zuchtziel eines etwas größeres Stockmaßes als früher verfolgt und erreicht, da die Pferde nicht nur Schrittarbeit leisten sollten und sowohl zum Fahren als auch zunehmend zum Reiten verwendet werden.
Das Gewicht beträgt durchschnittlich 500 kg.

### Fellfarbe und Genetik
Schwarzwälder sind in der Regel Füchse, genauer Dunkel- oder Kohlfüchse. Auch wenn die charakteristische Fuchsfarbe erwünscht ist und dominiert (nahezu 98 Prozent aller registrierten Stuten waren im Jahr 1999 Füchse), sollen laut Rassestandard auch die sporadisch auftretenden Braunen, Schimmel und Rappen als Kulturgut bewahrt werden. Nahezu alle Schwarzwälder Kaltblüter sind Lichtfüchse und besitzen ein braunes Fell mit heller Mähne und hellem Schweif. Die Fellfarbe ist meist sehr dunkel, ein solcher Lichtfuchs wird Schweißfuchs genannt. 
Einige Schwarzwälder haben eine extrem dunkle Fellfarbe mit hellem Langhaar, aber auch diese Vertreter sind genetisch Füchse. In einer genetischen Studie wurde gezeigt, dass das Windfarbgen zu einem geringen Prozentsatz (0,8 %) beim Schwarzwälder Kaltblüter vorkommt. Vermutlich wurde es bereits vor vielen Generationen und durch einen Ardenner in die Rasse eingebracht. Da es bei Füchsen keine Auswirkung hat, wurde nicht auf dieses Gen selektiert und es ging weitgehend wieder verloren.

## Mechanik
Der Bewegungslauf des Schwarzwälder Fuchses ist in den Gangarten Schritt und Trab energisch, schwungvoll und rasch, der Raumgriff dabei genügend. Hervorzuheben ist die hohe Trittsicherheit und Wendigkeit sowie Zugstärke.

## Interieur
Rassevertreter weisen einen frommen, gutmütigen und unkomplizierten Charakter sowie ein energisches, lebhaftes Temperament auf. Die intelligenten Kaltblüter sind sehr leistungsbereit und -willig. Ferner zeichnen Genügsamkeit, Härte und Anspruchslosigkeit die langlebigen, zähen und fruchtbaren Schwarzwälder Füchse aus. Sie mussten sich in ihrer ursprünglichen Heimat, die durch karge und kalkarme Böden geprägt ist, bei unregelmäßiger und harter Arbeit sowie begrenztem Futter- und Raumangebot im harten Winter des Südschwarzwaldes bewähren.

## Verwendung

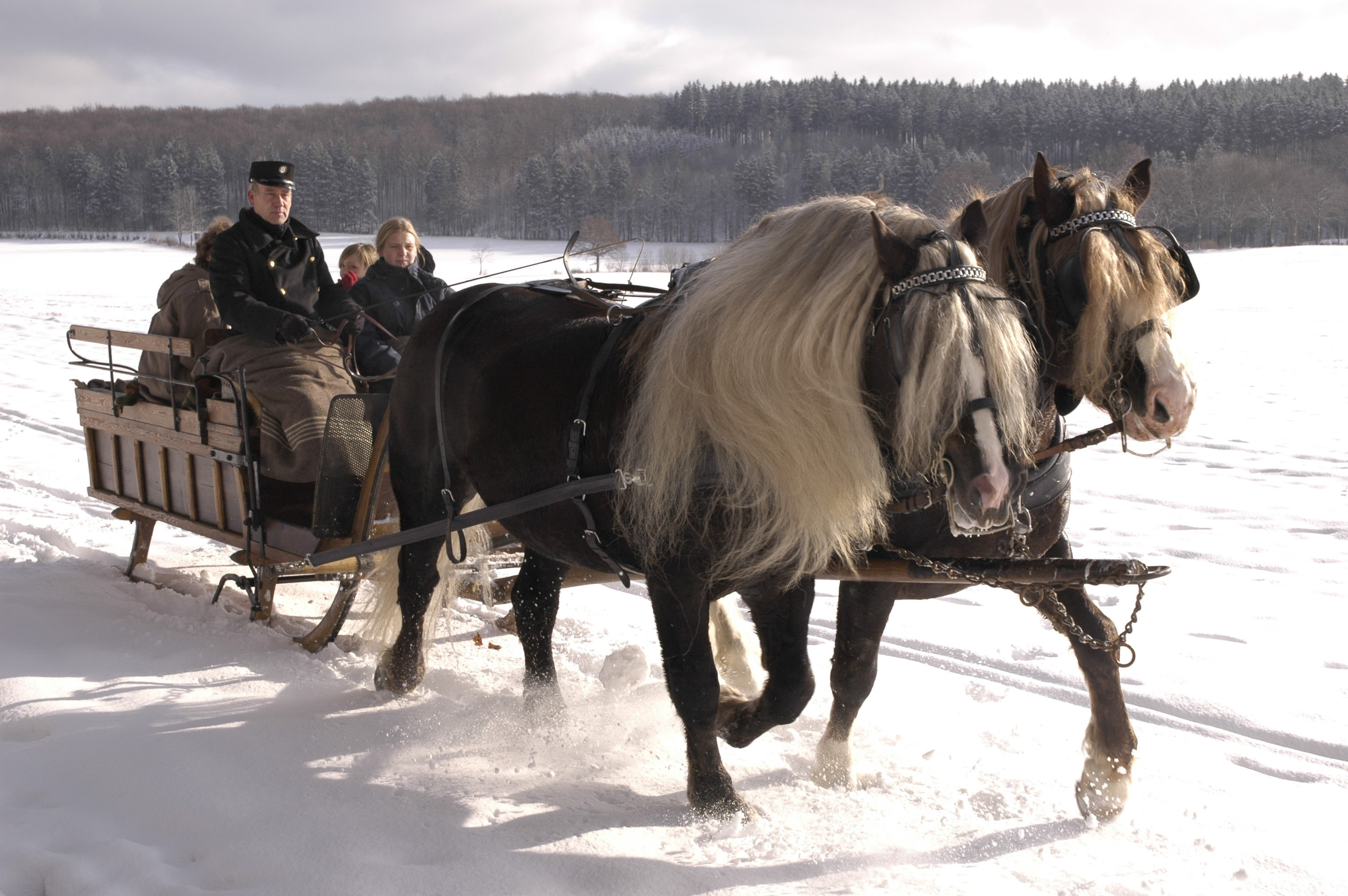
Zwei Schwarzwälder Kaltblutpferde vor einem Schlitten

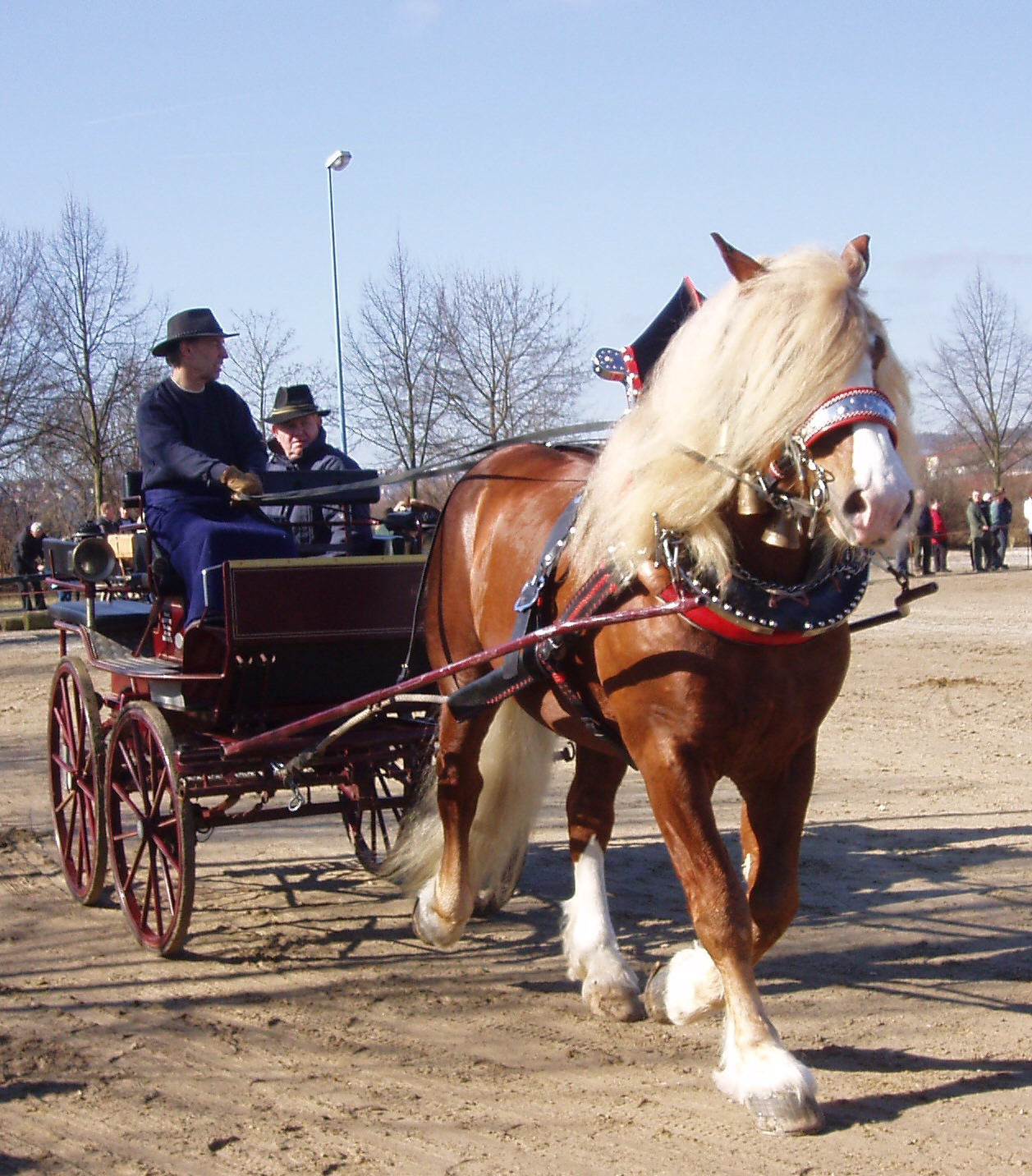
Einspänner mit Arbeitsgeschirr

Das Schwarzwälder Kaltblut fand früher als Arbeitspferd zu verschiedensten Zwecken Verwendung; besonders als Zug-, Rücke- und Saumpferd der Bergbauern und in anderen kleinbäuerlichen Betrieben sowie zu jeglicher forstwirtschaftlicher Arbeit. Heutzutage wird es überwiegend als Freizeitpferd für Kutsch- und Schlittenfahrten sowie als Robustreitpferd verwendet, auch zu touristischen Zwecken.

## Zuchtgeschichte

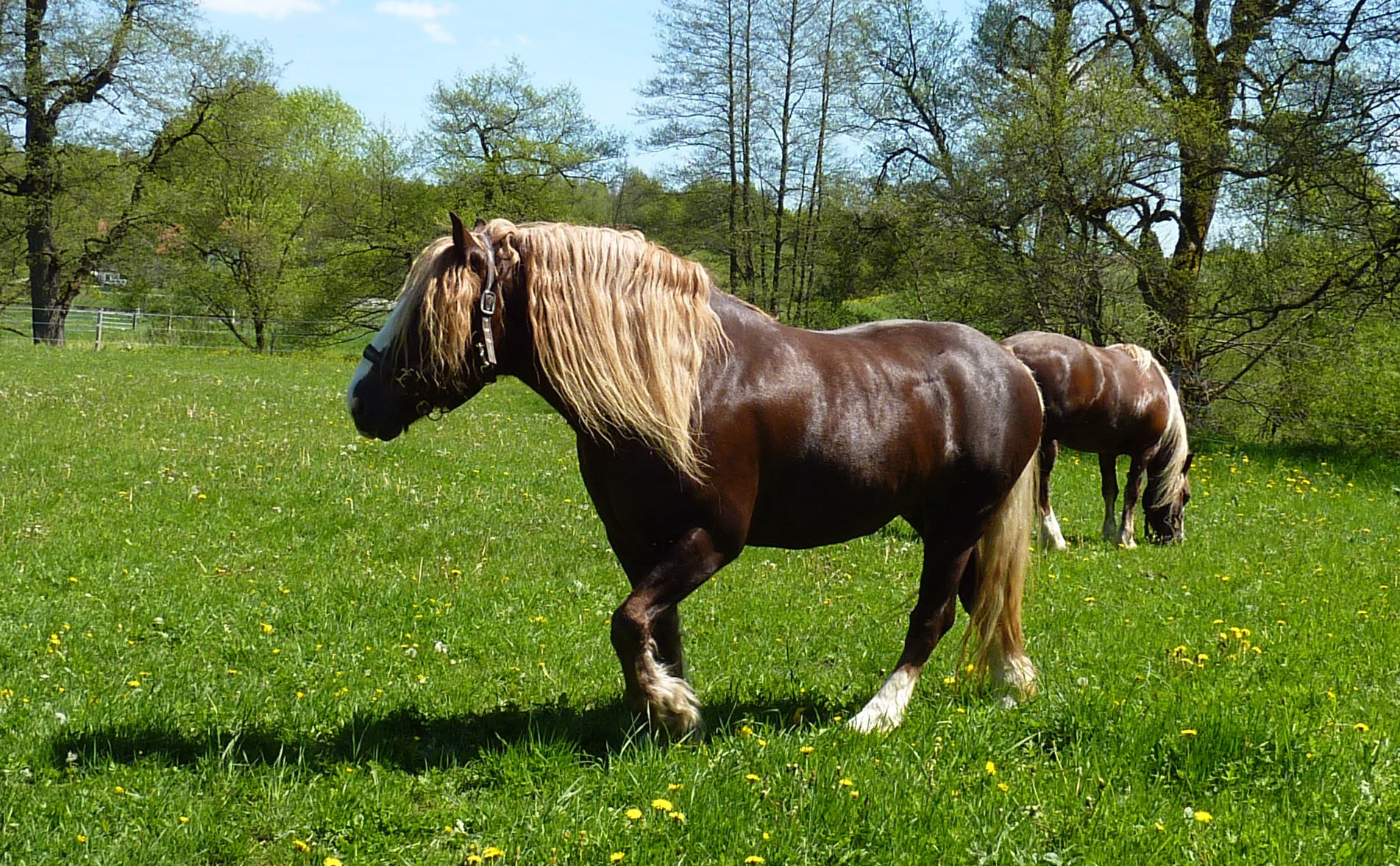
Schwarzwälder in Marbach

Die Zuchtgeschichte dieser Pferde geht wohl schon auf das Mittelalter zurück. Früheste Aufzeichnungen über das „Wälderpferd“ finden sich in Klöstern und stammen vom Beginn des 15. Jahrhunderts. Das Wälderpferd wurde von den Landwirten im Schwarzwald gezüchtet und wird genealogisch der Norikergruppe der Pferderassen zugeordnet. Seit 1896 wird ein Stutbuch geführt und die Schwarzwälder Pferdezuchtgenossenschaft (St. Märgen) wurde gegründet. Diese ging 1936 im Badischen Pferdestammbuch (Karlsruhe) auf. Nach dem Zweiten Weltkrieg waren im Stutbuch noch 1.234 Stuten verzeichnet. Zu dieser Zeit erfolgte eine Aufteilung in zwei Stammbücher (Heidelberg und Neustadt). Erst 1978 wurde wieder eine Zusammenführung erreicht, als der Pferdezuchtverband Baden-Württemberg e. V. entstand.
Ab 1947 kam es, wie bei nahezu allen Kaltblutrassen, durch die Motorisierung der Landwirtschaft und des Transportwesens zu einem massiven Rückgang der Zahl der Schwarzwälder Kaltblüter, welche 1977 mit 159 Stuten ihren Tiefstpunkt erreichte und insgesamt sieben der vormals neun Hengstlinien auslöschte. Übrig blieben die durch den Hengst Deutschritter begründete D-Linie und die durch den Hengst Mittler begründete M-Linie.
Einflüsse anderer Rassen

Der Typ des heute wieder begehrten „Wälderpferds“ wäre nicht ohne den Widerstand der Stutenhalter in der Zeit zwischen 1880 und etwa 1960 erhalten geblieben. 1880 trat das Körgesetz in Kraft, auf dessen Grundlage das Landgestüt in Karlsruhe über die Einkreuzung schwerer ausländischer Kaltblutrassen versuchte, den Typ des Badischen Kaltblutpferdes deutlich zu verändern. Die Bauern im Schwarzwald wehrten sich dagegen, indem sie weiterhin und trotz der Androhung hoher Geldstrafen ungekörte Hengste des Wäldertyps zur Zucht verwendeten. Dies hatte auch praktische Gründe, denn viele der schweren Kreuzungstiere waren nur bedingt brauchbar für die harten Bedingungen, die Arbeit im Gelände des Schwarzwaldes und die weiterführende Zucht. Eine Ausnahme bildete allenfalls der Anfang des 20. Jahrhunderts gekörte Ardenner-Hengst Marquis, der in vielen Stammbäumen von Schwarzwälder Kaltblütern zu finden ist.
In den letzten Jahrzehnten wurde es aufgrund der nur noch geringen Zahl reinrassiger Stuten notwendig, einzelne Hengste anderer Rassen zur Zucht zuzulassen, um eine zu hohe Inzucht zu vermeiden. Zu diesem Zweck wählte man insbesondere Noriker und Freiberger, die vom Körperbau dem Typ des leichteren Schwarzwälder Kaltbluts entsprachen und, genau wie dieses, gut an karge Bergregionen angepasst waren. Mit dem Norikerhengst namens Reith-Nero wurde in den siebziger Jahren eine neue R-Linie und mit Wirts-Diamant eine neue W-Linie gegründet. Der Freiberger Hengst Hauenstein brachte über die Stutenseite neues Blut in die Rasse hinein und in den achtziger Jahren begründete der Freiberger Hengst Dayan die F-Linie. Die jüngsten Linien entstanden in den neunziger Jahren mit Hilfe des Schleswiger Kaltblut Hengstes Varus (V-Linie) und des Noriker Hengstes Riff-Vulkan (K-Linie).
Im Jahr 2002 wurden 236 Schwarzwälder Kaltblüter (Stuten und Hengste) der M-Linie, 185 der R-Linie, 155 der D-Linie, 90 der W-Linie, 16 der F-Linie, 7 der K-Linie und 4 der V-Linie zugeordnet.
Deckhengste stehen heute z. B. in den verschiedenen Stationen des Haupt- und Landgestüts Marbach.